# Imhotep (cratère)
Imhotep est un cratère situé dans le quadrangle de Kuiper de la planète Mercure. L'Union astronomique internationale lui a donné le nom d'Imhotep, architecte, médecin et philosophe de l'Égypte antique. 

## Appellation
En 1976, l'UAI valide son nom dans la nomenclature des systèmes planétaires mercuriens en donnant, comme pour tous les nouveaux cratères, un nom d'artiste-auteur célèbre décédé depuis plus de trois ans. L’Union astronomique internationale (UAI) a choisi le nom d'Imhotep pour ce cratère en 1976. Elle honore les réalisations et l’excellence scientifique de l’architecte, du médecin et philosophe de l'égyptien antique aux multiples talents.

## Relief géologique

### Localisation

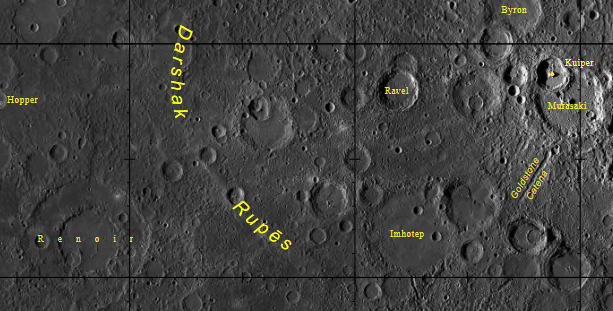
Localisation des cratères Renoir, Kuiper, Imhotep

Le cratère Imhotep se situe dans le Quadrangle Kuiper (H06) de la zone équatoriale de Mercure. Imhotep est pénétré au nord-est par un grand cratère non nommé lui-même traversé par un escarpement. Le terrain à l'ouest d'Imhotep ancien et modérément cratérisé est traversé par les rayons de Kuiper. Le cratère d'impact à double anneau Renoir domine l'ensemble.

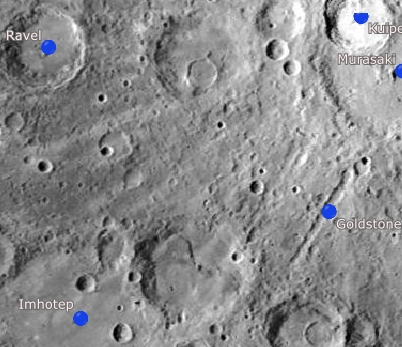
Rayons de Kuiper vers Imhotep Images Mariner 10

### Caractéristiques
Imhotep est un cratère de 159 km de diamètre. Il est de taille comparable aux cratères proches Ibsen et Pétrarque (Quadrangle de Discovery) et comme eux présente un sol lisse et non cratérisé semblant avoir été inondé par des coulées de lave,. Imhotep est relié à Ibsen par une vallée de seqments de lignes tectoniques locales, les cratères y sont nombreux et ont fusionnés pour former une longue vallée avec un mur d'apparence festonné par une série d'arcs.

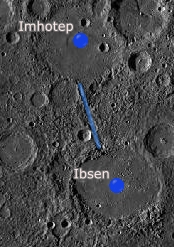
Cratère Ibsen relié à Imhotep échelle 100 km

Les plaines situées entre les complexes fortement cratérisés autour des cratères d’impact Kuiper et Imhotep comprennent des dépôts minéralogiques d’impacts constitués de matériaux de plus en plus épais, plus jeunes et plus lisses. Les plaines de Renoir ont plus vraisemblablement une origine volcanique,. L'étude à partir des images de Mariner 10 doit être confirmée.
Lors des trois survols de Mariner 10 de 1974 à 1975 les images récoltées sont utilisées pour reconnaître les chaînes de cratères qui n'étaient pas associées à des éjections de cratères secondaires provenant de structures d'impact observées. Une telle chaîne de cratères est identifiée près des cratères Imhotep et Ibsen.

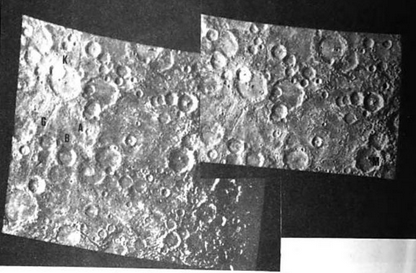
Plaines de la région de Kuiper-Imhotep : exemples provisoires de mise en place balistique (1982)